# デイモン・ウェイアンズ
デイモン・ウェイアンズ（Damon Kyle Wayans 1960年9月4日 - ）は、アメリカ合衆国のコメディアン、俳優、脚本家。
ニューヨーク出身のアフリカ系アメリカ人。兄のキーネン・アイヴォリー・ウェイアンズ、妹のキム・ウェイアンズ、弟のショーン・ウェイアンズ、マーロン・ウェイアンズ、さらに息子のデイモン・ウェイアンズ・Jrも皆俳優である。
コメディアン、俳優のほか、映画・テレビドラマの脚本も執筆（自らも出演）する事が多い。
幼い頃は先天性内反足であった。
マイケル・ジョーダンやジム・キャリーと親友である。

## 主な出演作品

### 映画
- ビバリーヒルズ・コップ Beverly Hills Cop (1984)
- 愛しのロクサーヌ Roxanne (1987)
- カラーズ 天使の消えた街 Colors (1988)
- ボクの彼女は地球人 Earth Girls Are Easy (1989)
- パンチライン Punchline (1988)
- ゴールデン・ヒーロー 最後の聖戦 I'm Gonna Git You Sucka (1988)
- リトル★ダイナマイツ/ベイビー・トークTOO Look Who's Talking Too (1990) 声の出演
- ラスト・ボーイスカウト The Last Boy Scout (1991)
- モー・マネー Mo' Money (1992) 兼脚本・製作総指揮
- ラスト・アクション・ヒーロー Last Action Hero (1993) 本人役
- ブランクマン・フォーエヴァー Blankman (1994) 劇場未公開、兼脚本・製作総指揮
- デイモン・ウェイアンズはメジャー・ペイン Major Payne (1995) 劇場未公開、兼脚本・製作総指揮
- ダンク・ブラザース/脱線ファンにご用心 Celtic Pride (1996) 劇場未公開
- ファイト・マネー The Great White Hype (1996) 劇場未公開
- ダーティ・ボーイズ Bulletproof (1996) 劇場未公開
- マーシーX フレンズ以上、恋人未満!? Marci X (2003) 劇場未公開
- 童貞ペンギン Farce of the Penguins (2007) オリジナルビデオ

### テレビ
- サタデー・ナイト・ライブ Saturday Night Live (1985 - 1986) テレビシリーズ
- リーサル・ウェポン Lethal Weapon (2016- ) テレビシリーズ